# 1996 AJ2
1996 AJ2 är en asteroid i huvudbältet som upptäcktes den 13 januari 1996 av den japanska astronomen Takao Kobayashi vid Ōizumi-observatoriet.
Den tillhör asteroidgruppen Nysa.